# НАК Бреда
НАК Бреда (нід. NAC Breda, нід. вимова: [nɑk breːˈdaː]) — нідерландський футбольний клуб з міста Бреда. Виступає у Еерстедивізі, другому за силою дивізіоні країни. Домашні матчі проводить на стадіоні «Рат Верлег», що здатний вмістити 19 тисяч осіб. Найвищими досягеннями клубу є титул чемпіонів Нідерландів у 1921 році та перемога у Кубку Нідерландів у 1973.
НАК був заснований 19 вересня 1912 року, коли об'єдналися два клуби: АДВЕНДО (нід. ADVENDO) та НОАД (нід. NOAD), назви обох також були абревіатурами. У сезоні 2015/16 посіли третє місце й потрапили до кваліфікації на підвищення до Ередивізі, де пройшли «Ейндговен», але у вирішальному протистоянні поступилися «Віллему II».

## Досягнення
- Чемпіонат Нідерландів:
  - Чемпіон: 1920/21
- Еерсте-Дивізі:
  - Чемпіон: 1999/00
- Кубок Нідерландів:
  - Володар: 1972/73